# Choryně
Choryně település Csehországban, Vsetíni járásban. Choryně Valašské Meziříčí, Kladeruby, Hustopeče nad Bečvou, Lešná és Poličná településekkel határos. Lakosainak száma 737 fő (2024. január 1.).

## Népesség
A település lakosságának változását az alábbi diagram mutatja:
| Lakosok száma | 511  | 605  | 626  | 716  | 805  | 739  | 741  | 761  | 752  | 737  |
|               | 1869 | 1890 | 1921 | 1950 | 1980 | 2001 | 2017 | 2019 | 2022 | 2024 |